# Inglês simples
O inglês simples, Plain English ou layman's terms é uma linguagem clara e concisa. Evita o vocabulário complexo. É livre de clichês e jargões técnicos desnecessários, e deve ser apropriada ao nível educacional ou de desenvolvimento do público e sua familiaridade com o tópico. O termo é comumente usado quando se discute a comunicação entre um governo ou uma empresa.

## Etimologia
O termo deriva do idioma do século XVI "em inglês claro", que significa "em linguagem clara e direta".

## História

### Reino Unido
Em 1946, o escritor George Orwell escreveu um ensaio apaixonado, "Politics and the English Language", criticando o que ele via como os perigos do inglês escrito padrão contemporâneo "feio e impreciso" – particularmente na política onde a pacificação pode ser usada para significar "[...] aldeias indefesas são bombardeadas do ar, os habitantes são expulsos para o campo, os bovinos são fuzilados, as cabanas incendiadas são incendiadas [...]".
Dois anos mais tarde, Ernest Gowers, um ilustre funcionário público, foi convidado pelo HM Treasury a fornecer um guia aos funcionários sobre como evitar uma escrita pomposa e elaborada demais. Ele escreveu: "a escrita é um instrumento para transmitir ideias de uma mente para outra; a tarefa do escritor é fazer com que o leitor apreenda seu significado de maneira rápida e precisa".
O guia de Gowers foi publicado como um fino livro de bolso Plain Words, um guia para o uso do inglês em 1948, seguido por uma continuação O ABC de Plain Words em 1951 e um livro de capa dura combinando o melhor de ambos, The Complete Plain Words. 1954 - que nunca ficou esgotado desde então. Gowers argumentou que o inglês jurídico era um caso especial, dizendo que a redação jurídica:

[...] é uma ciência, não uma arte; está na província da matemática e não da literatura, e sua prática precisa de um longo aprendizado. É prudentemente deixado para um ramo jurídico especializado do Serviço. A única preocupação do funcionário comum é aprender a compreendê-lo, agir como intérprete dele para as pessoas comuns e ter cuidado para não deixar que seu próprio estilo de escrita seja maculado por ele [...] 
No entanto, há uma tendência para uma linguagem mais clara em documentos legais, e os regulamentos "Termos Injustos em Contratos ao Consumidor" de 1999 impõem uma linguagem "simples e inteligível". 
No Reino Unido, Plain English Campaign tem feito campanha desde 1979 "contra algaravia, jargões e informação ao público enganosa. Eles têm ajudado muitos departamentos governamentais e outras organizações oficiais com seus documentos, relatórios e publicações. Eles acreditam que todos devem ter acesso ao espaço livre e informação concisa". 
Um inquérito sobre os atentados de 2005 em Londres recomendou que os serviços de emergência devem sempre usar o inglês simples. Ele descobriu que a verbosidade pode levar a mal-entendidos que podem custar vidas. 

### Irlanda
A principal organização que promove o uso do inglês simples na Irlanda é a Agência Nacional de Alfabetização de Adultos (NALA). Há uma crescente conscientização e interesse em usar o inglês comum, particularmente no setor público. O Plano de Reforma do Setor Público e o Código de Defesa do Consumidor do Banco Central defendem o uso de inglês claro nos setores público e financeiro, respectivamente. As diretrizes do Universal Design publicadas pela Autoridade Nacional de Padrões da Irlanda incluem diretrizes simples de inglês para fornecedores de energia.

### Estados Unidos
Nos EUA, o movimento de linguagem simples na comunicação do governo começou na década de 1970. A Lei de Redução da Papelada foi introduzida em 1976  e, em 1978, o presidente Carter emitiu ordens executivas destinadas a tornar as regulamentações governamentais "econômicas e fáceis de entender por aqueles que eram obrigados a cumpri-las".  Muitas agências agora têm políticas de longa data que exigem uma linguagem clara;  em 2010, isso foi feito uma exigência federal com o Plain Writing Act.  
Em redação legal, David Mellinkoff, professor da Faculdade de Direito da UCLA, é amplamente considerado o único a lançar o claro movimento inglês na lei americana com a publicação em 1963 de The Language of the Law.     Em 1977, Nova York tornou-se o primeiro estado a aprovar legislação exigindo o inglês simples em contratos de consumo e arrendamentos.  Em 1979, Richard Wydick publicou Plain English for Lawyers. O estilo de escrita inglesa é agora um dever legal para as companhias que registram títulos segundo o Securities Act de 1933, devido às regras da Securities and Exchange Commission (SEC) adotada em 1998.  Em 2011, PLAIN (Plain Language Action and Information Network) publicou Federal Plain Language Guidelines.

### Citações completas
- «A history of plain language in the United States Government». PlainLanguage.gov. Plain Language Action and Information Network. 1995. Arquivado do original em 28 de Março de 2013
- Ammer, Christine (1997). The American Heritage® Dictionary of Idioms. [S.l.]: Houghton Mifflin. Arquivado do original em 28 de Março de 2013
- Berent, Irwin (2010). «Background: Plain Writing Legislative History, 2007-2010». Plain Writing Association. Consultado em 28 de Março de 2013. Arquivado do original em 28 de Março de 2013
- Gardham, Duncan (10 de Março de 2011). «7/7 inquests: emergency services should use plain English». The Telegraph. Consultado em 6 de Agosto de 2011. Arquivado do original em 28 de Março de 2013
- Gowers, Ernest (1954). The Complete Plain Words. [S.l.: s.n.] Arquivado do original em 28 de Março de 2013
- «High Court rules against Foxtons». BBC News. 1 de Maio de 2011. Consultado em 10 de Julho de 2009. Arquivado do original em 28 de Março de 2013
- Martin, Douglas (16 de Janeiro de 2000). «David Mellinkoff, 85, Enemy of Legalese». The New York Times. Consultado em 28 de Março de 2013. Arquivado do original em 28 de Março de 2013
- Mazur, Beth (Maio de 2000). «Revisiting Plain Language». Society for Technical Communication. Technical Communication. 47 (2). Consultado em 29 de Março de 2013. Arquivado do original em 29 de Março de 2013
- Oliver, Myrna (4 de Janeiro de 2000). «David Mellinkoff; Attorney Advocated Plain English». LA Times. Consultado em 28 de Março de 2013. Arquivado do original em 28 de Março de 2013
- «Paperwork Reduction Act of 1995». 1995. Arquivado do original em 28 de Março de 2013
- «Plain English Campaign». BBC News. Consultado em 28 de Março de 2013
- «Plain Writing Act of 2010: Plain Language in Federal Agencies». PlainLanguage.gov. Plain Language Action and Information Network. Consultado em 28 de Março de 2013. Arquivado do original em 28 de Março de 2013
- Wallace, Ann D. (1997), «Securities Act Release no. 33-7380», Plain English Disclosure, proposing release (January 14, 1997) 62 FR 3512 (January 21, 1997), Africa-America-Institute, Annual Institute on Securities Regulation, SEC Division of Corporation Finance, ISSN 0195-5756
- Siegel, Joel (17 de Outubro de 2010). «Obama Signs 'Plain Writing' Law». ABC News. Consultado em 28 de Março de 2013. Arquivado do original em 28 de Março de 2013
- «What is an unfair term?». The Office of Fair Trading. 1 de Maio de 2011. Consultado em 6 de Agosto de 2011. Arquivado do original em 28 de Março de 2013
- Moukad, Rosemary (1979). «New York's Plain English Law». The Berkeley Electronic Press. Fordham Urban Law Journal. 8 (2). Article 7. Consultado em 30 de Julho de 2016